# Elcio Berti
Elcio Berti (12 de janeiro de 1949 — Curitiba, 8 de janeiro de 2009) foi um futebolista, empresário, radialista e político brasileiro.
Foi prefeito de Bocaiuva do Sul no período entre 1997 e 2004, tendo ficado conhecido por medidas polêmicas como a construção de um aeroporto para discos voadores e polêmicas medidas para aumentar a população da cidade.
Foi treinador do Operário Pilarzinho, time amador de Curitiba.
Era filiado ao DEM. Faleceu em 2009, na cidade de Curitiba.